# 긴수염고래
긴수염고래속에 속하는 종들은 수염고래의 일종이며, 3가지 종이 있다.
긴수염고래(영어: right whale 또는 black whale)는 18미터 이상 최대 19.8미터까지 성장하며, 몸무게는 100톤 정도 된다. 그들의 완만한 몸은 대부분 검다. 영어로는 'Right Whale'이라고 하는데, 예전에 이들이 가장 포경에 용이한 고래였기 때문이다. 북반구에 분포하는 두가지 종은 극심한 포경업으로 숫자가 극감해 현재는 멸종위기에 놓여 있다. 비교적 상태가 양호한 남방긴수염고래는 최근에 들어서 고래관찰의 대상이 되기도 한다.
긴수염고래속에는 다음과 같은 3가지의 종이 있다.
- 북대서양에 서식하는 북대서양긴수염고래 300마리
- 북태평양에 서식하는 북방긴수염고래 200마리
- 남반구에 서식하는 남방긴수염고래 7,500마리

## 분류
최근의 유전자 연구결과에 따르면 전 세계에는 3가지의 긴수염고래종이 있다.
역사적으로 현재 3종의 긴수염고래를 어떻게 분류해야 하는 가는 많은 이견이 있었다. 고래잡이가 성행할 시절에는 전 세계 긴수염고래는 1가지 종으로 여겨졌지만, 추후에 북방과 남방개체 간에 두개골 모양과 같은 형태상의 차이가 발견되자 최소한 2가지 종의 긴수염고래가 있다는 의견이 제기되었다. 이에 더해서 다른 개체군을 만나 교배를 하기 위해 열대지방에 모이는 것 또한 발견된 적이 없으며, 단열 역할을 하는 두꺼운 지방질 때문에 긴수염고래는 열대지방에 서식하기에 적합하지 않다.
최근 몇 년간 유전연구에 의하면 분명히 북반구 개체와 남반구 개체는 3백만 년에서 1천2백만 년 동안 서로 교배를 하지 않았으며, 이에 따라 남방긴수염고래는 다른 종이 된다. 태평양개체군과 대서양개체군 또한 다른 종이라는 것이 나타났으며, 태평양개체군이 남방개체군에 더욱 가까운 것으로 드러났다. 2005년에 전 세계 포유류(Mammal Species of the World)에서는 긴수염고래를 3가지 종으로 분류하고 있다.

### 삼종설
고래이, 갑각 기생체는 개체군마다 독특한 유전정보를 담고 있으며, 이는 긴수염고래에 대한 정보를 제공한다. 이는 고래보다 훨씬 빨리 번식하기 때문에 유전다양성 또한 크다. 유타대학교의 해양생물학자들은 이의 유전자에 의해 이들의 숙주인 긴수염고래가 5에서 6백만 년 전에 분화한 것으로 보인다고 하였고, 11세기에 고래잡이가 시작하기 전에는 모두 풍부했다고 했다. 개체군은 북아메리카와 남아메리카대륙이 붙게 됨에 따라 처음으로 갈라졌다. 열대지역의 열은 또한 남방과 북방의 개체를 나누었다. 존 시거는 이에 따라 "오랫동안 진행된 토론이 끝나고 3종의 긴수염고래가 있다는 것이 확증되었다"라고 BBC에 말하였다.

### 화석기록
유럽과 북아메리카에 발견되는 5개 긴수염고래의 화석은 중신세기후반에서 홍적기에서 분포가 다양하다. 이 5개의 기록은 긴수염고래종을 각각 B. affinis, B. etrusca, B. montalionis, B. primigenius ,B. prisca로 분류되었다. 이중 마지막 종은 북극고래와 같은 것으로 여겨진다. 이들이 발견되기 전에는 긴수염고래와 근연종의 화석이 오랫동안 발견되지 않았다.

## 외관
긴수염고래는 그들의 머리에 붙어있는 경결, 등지느러미가 없는 넓은 등, 눈위에서 시작하는 긴 구부러진 입으로 인해 다른 고래들로부터 쉽게 구분된다. 이들의 몸은 매우 짙은 회색이거나 검은색이며, 배에는 점들이 산재되어 있을 수 있다. 긴수염고래의 경결은 흰색이며, 이들의 피부로부터 생겨난 것이 아닌 기생체들의 군집이다.
성체의 몸길이는 11에서 18미터 정도이며, 몸무게는 60에서 80톤 정도이다. 보통 몸길이는 13에서 16미터이다. 이들의 몸은 매우 육중한 편이며, 허리둘레가 몸길이의 60%를 차지할 정도이다. 꼬리 또한 넓은 편이며 (몸길이의 40%), 북방긴수염고래가 평균적으로 가장 큰 종이다. 가장 무거운 개체의 무게는 100톤이나 되었다.
긴수염고래는 입의 양쪽에 200에서 300개의 수염판이 있다. 수염판은 좁고 길이는 2미터정도이며, 아주 가는 털로 덮여있다. 이들은 긴수염고래가 먹이를 걸러먹을 수 있게 한다. 긴수염고래의 고환은 가장 큰 편이며, 각각 500킬로그램이 나간다. 비록 몸무게의 1%정도를 차지하지만, 이들의 크기를 고려했을 때도 상당히 큰것이다. 이는 짝짓기과정에서 암컷과 경쟁할 때 중요한 요소로 여겨진다. 긴수염고래가 고래분수를 뿜을 때는 V자 모양이 생기며, 이들의 넓은 숨구멍에 의한 것이다. 분기는 보통 수면에서 5미터까지 올라간다.
암컷은 6에서 12년이면 성적으로 성숙하며 3에서 5년에 한번씩 새끼를 낳는다. 짝짓기와 출산은 모두 겨울에 일어나며, 임신기간은 1년정도이다. 새끼의 몸무게는 보통 1톤이며 몸길이는 4미터정도이다. 새끼는 일 년안에 빠르게 성장하며, 보통 2배로 성장한다. 8개월이면 젖을 떼며, 이 이후의 성장률은 잘 알려져 있지 않다. 어미는 출생후 2년까지는 새끼를 돌보는 것으로 생각된다.
긴수염고래의 수명에 대해서는 잘 알려진 바가 없으며, 이들이 적기 때문에 일어나는 연구의 어려움 때문이다. 몇 안되는 증거는 1935년 촬영된 북대서양긴수염고래의 새끼이며, 이는 1959년, 1980년, 1992년에 다시 촬영되었다. 같은 개체인지 확인하기 위해 경결을 이용하였다. 마지막으로 촬영된 해는 1995년이며, 선박과 충돌때문에 생긴 것으로 보이는 치명적인 머리부상을 입고 있었다. 따라서 이 개체의 대략적인 나이는 70살이었다. 북극고래에 대해서 진행된 연구결과는 이러한 수명은 드문것이 아니며, 이를 초과할 수도 있다고 결론이 나왔다.

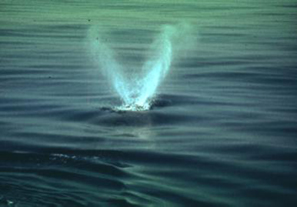
긴수염고래가 뿜는 V-자 모양의 분기

긴수염고래는 헤엄을 빨리 치지 못하는 편에 속하며, 최대 속도는 9킬로미터/시에 그친다. 하지만 이에도 불과하고 고래뛰기, 꼬리치기 같은 환상적인 묘기를 보여주기도 한다. 다른 수염고래처럼 이들은 군집하는 경향이 없으며, 보통은 2마리가 무리를 지어 다닌다. 가장 많은 개체를 포함한 무리는 12마리였지만, 임시적이었던 것으로 추정된다.
긴수염고래의 천적은 범고래와 인간뿐이다. 위협을 느꼈을 때 긴수염고래는 원으로 뭉치며, 꼬리는 포식자에 대항하기 위해 외곽을 향한다. 이러한 방어법은 언제나 성공적이지는 않으며, 새끼가 집중으로 타격을 받아 죽는 경우도 있다.

## 먹이
긴수염고래의 주식은 동물성플랑크톤이며, 작은 요각류, 크릴 등도 먹는다. 그들은 먹이를 잡을 때는 입을 열고 지나가는 방식을 이용한다. 바닷물과 먹이 모두 입으로 들어가지만, 수염 사이로는 바닷물만이 빠져나갈 수가 있어서 먹이는 빠져나가지 못하고 고립된다. 따라서 긴수염고래가 충분히 먹기 위해서는 먹이의 양은 많아야 한다. 먹이는 수염이 걸러낼 수 있을 만큼 커야 하며, 빠르게 빠져나가지 못할 만큼 작아야 한다. 먹이를 모으기 위해 해면, 수중, 심지어 해면을 지나가기도 하는데, 몸에 진흙이 발견되는 것을 보아 알 수 있다.

## 소리와 청각
다른 고래에 비해 긴수염고래의 노래는 상세하지 않다. 긴수염고래는 신음, 500HZ가량되는 트림을 낸다. 노래의 목적은 잘 알려져 있지 않지만, 같은 그룹간의 의사소통수단으로 여겨진다.
2003년 12월에 영국 왕립 생물학학술지에 발표된 보고에 의하면 북방긴수염고래가 보통 고래가 내는 소리보다 큰 주파수의 사이렌과 같은 소리에 급격히 반응하였다. 그동안 북방긴수염고래는 선박의 소음과 같은 대부분의 소리를 무시하는 것으로 알려져 관심을 끌었다. 소리를 듣는 즉시 이들은 수면으로 상승하였다. 연구자들은 이를 긴수염고래와 선박충돌사고를 줄일 때 유용할 것이라는 의견과 동시에 쉽게 포획을 하기 위해 사용될 수 있다고 추측했다.

## 고래잡이

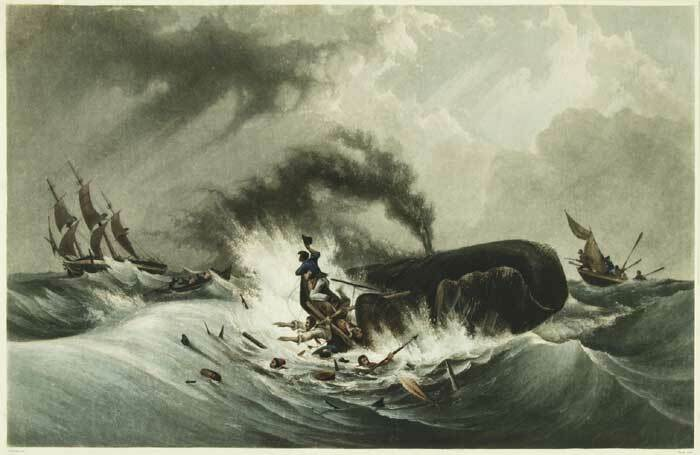
나뭇배에서 손작살을 이용해 고래를 잡는 것은 가장 용이한 고래 잡이 대상인 긴수염고래를 포획할 때도 위험했다.

긴수염고래는 종종 포경업자들에게 가장 용이한 포획대상으로 여겨졌다. 이들의 몸무게의 40%는 지방질이며, 이는 전반적이 밀도를 낮춘다. 이에 따라 죽은 긴수염고래는 바다에 떴다. 이에 더해서 긴수염고래는 느려서 심지어 나뭇배나 작살과 같은 기초적인 장비만으로 손쉽게 잡을 수 있었다.
바스크 인은 긴수염고래를 상업적으로 처음으로 잡았으며, 11세기에서 비스카이 만에서 시작되었다. 처음에는 기름을 얻기 위해서 잡았지만, 고기를 방부처리하는 기술이 개발되자 식량으로도 쓰였다. 그들은 1530년에 동부 캐나다에 달했으며 1602년 브라질의 토도스오스산토스 만에도 도달했다. 바스크인의 상업적 고래 잡이는 7년 전쟁의 시작과 함께 끝났다. 이 산업을 부흥하려고 했지만, 모두 실패했다. 하지만 19세기에 이어서도 고래 잡이는 불규칙적으로 이루어졌다.
바스크 인에 이어 미국의 개척자에 의해서도 고래 잡이가 시작되었다. 난투켓과 롱아일랜드에 기지를 건설하고 많을 때는 해마다 긴수염고래 100마리를 잡았다. 1750년에 이르러서는 북대서양긴수염고래는 상업적으로 잡기에는 너무나 수가 극감했으며, 미국의 포경업자들은 18세기 말까지 남대서양으로 작업장을 옮겼다. 그 후 수백 년 동안 미국의 포경업자들은 남방의 바다에서 조업을 하였으며, 유럽에서 파견된 조업선 또한 합류했다. 20세기가 시작되자 고래 잡이는 상당부분 산업화되었으며, 이에 따라 포획량도 급격히 상승하였다. 이에 따라 남대서양에서는 38,000마리가 잡혔으며, 남태평양에서는 39,000마리, 인도양에서는 1,300마리, 북태평양에서는 15,000마리가 잡혔다. 이들 기록이 불완전한 것을 보면 실제 포획량은 훨씬 많았을 것으로 추정된다.
긴수염고래의 개체수의 감소세가 뚜렷해지자 긴수염고래의 포획은 1937년에 전 세계적으로 금지되었다. 이는 대개 성공적이었지만, 여러 나라는 이를 무시하고 조업을 하였다. 마데이라는 1968년에 마지막으로 2마리를 잡았고, 일본은 1940년대에 북방긴수염고래 23마리를 잡고 1960년대에는 연구목적으로 잡았다. 브라질에서는 1973년까지 조업이 계속되었다. 공산권의 붕괴후 소련이 1950년대와 1960년대에 4마리만을 잡았다고 보고하면서 불법으로 최소 3,212마리의 남방긴수염고래를 잡은 사실이 드러났다.

## 현재 분포와 개체수
현재 긴수염고래속에 속하는 3종은 각각 개별의 지역에 서식하고 있다. 북대서양긴수염고래는 서대서양에, 북방긴수염고래는 동해에서 알래스카에 이르는 태평양지역에, 남방긴수염고래는 남반구의 바다에 걸쳐 서식한다. 긴수염고래는 오로지 온대지방인 위도 20에서 60도의 지역에만 서식할 수 있다. 따라서 열대지방의 바다는 일종의 장벽같은 역할을 하며, 이에 따라 3종은 오랫동안 섞이지 않았다. 비록 남방종은 먹이를 위해 대양으로 나가지만, 대양에 주로 서식하지는 않는다. 보통 이들은 보호와 먹이를 위해 반도, 만, 대륙붕에 가까이 있는 것을 선호한다.

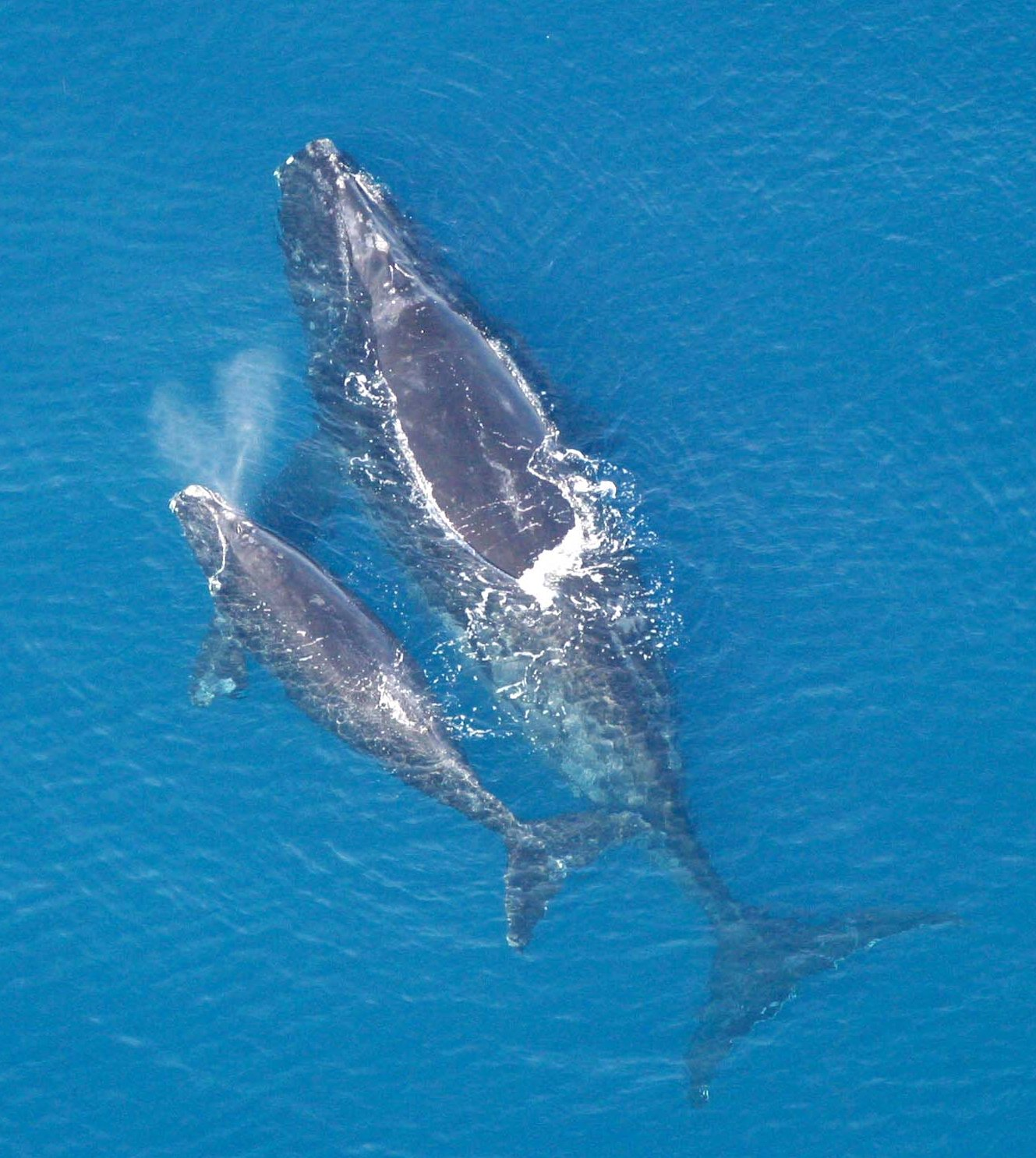
북대서양긴수염고래 암컷과 새끼

현재 남아있는 북대서양긴수염고래는 400마리이며, 대부분이 서대서양에 서식하고 있다. 봄, 여름, 가을에는 뉴욕, 노바스코샤, 뉴브런즈윅에 걸친 지역에서 서식한다. 주서식지는 펀디만과 케이프코드 만으로 알려져 있다. 겨울에는 번식을 위해 조지아, 플로리다로 이동한다.
동대서양에서 긴수염고래가 몇십 년간 목격된 적도 있다. 한 예는 2003년에 아이슬란드에서 일어났다. 이들이 거의 멸종된 동대서양개체군의 잔존개체로 여겨지기도 하지만, 이제는 서대서양개체군에서는 떨어져 나간개체로 여겨진다. 노르웨이, 아일랜드, 에스파냐, 포르투갈, 카나리 제도, 심지어 시칠리아섬에서까지 목격담이 들려오기도 하며, 최소한 노르웨이에서 보이는 개체는 서대서양개체군에서 나온것으로 여겨지고 있다.
북방긴수염고래는 현재 200마리만이 살아남아있다. 따라서 생물다양성을 위한 조직은 북방에 있는 긴수염고래는 가장 심각한 멸종위기에 놓여있는 동물중의 하나라고 하였다. 현재 개체수 동향을 보아서는 두종 모두 200년내에 멸종될것이라는 추측이 나왔다. 한때는 동해, 베링 해협, 태평양건너서 캘리포니아까지 흔히 발견되었다. 현재는 잘 목격되지 않으며, 대부분은 오호츠크해에서 발견되고 있다. 비록 이들은 다른 2종과 같이 회유성인 것으로 추정되지만, 이에 대해 알려진 것은 거의 없다.
남방긴수염고래는 여름을 남극과 가까운 바다에 보낸다. 겨울에는 번식을 위해서 아르헨티나, 오스트레일리아, 브라질, 칠레, 모잠비크, 뉴질랜드, 남아프리카공화국으로 북상한다. 총 개체수는 7000에서 8000마리로 추산된다. 이들에 대한 포획이 중단된 이후 개체수는 연간 7%정도의 수준으로 증가하고 있다. 남아메리카, 남아프리카, 오스트레일리아개체군은 잘 섞이지 않는 것으로 보인다. 어미는 서식지와 번식지를 잘 바꾸지 않으며, 이는 새끼에게도 이어진다.
브라질에서는 브라질 긴수염고래 프로젝트의 일환으로 300마리가 사진을 통해 확인되었다. 산타 카타리나 주는 6월에서 11월까지 이들의 주요 번식지로 알려져 있다. 암컷은 아르헨티나의 파타고니아에서도 번식한다.

## 보전상태

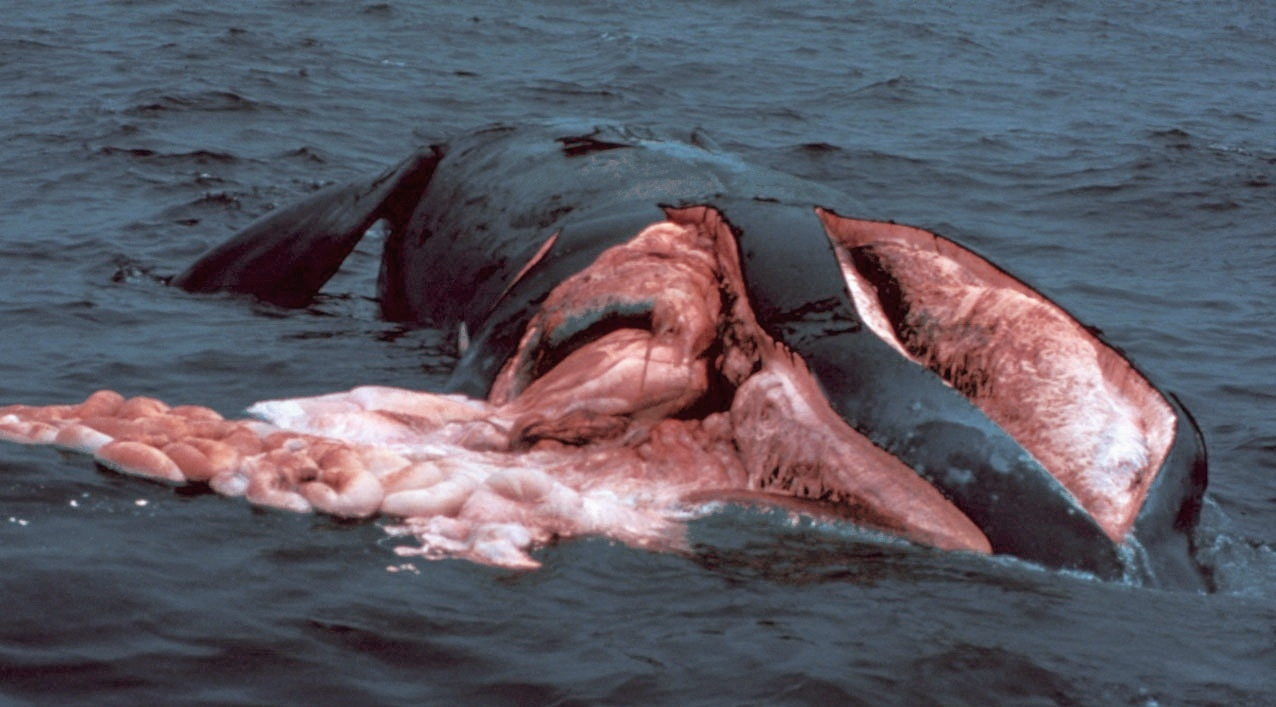
선박의 프로펠러에 가격당한후 죽어 떠다니는 북대서양긴수염고래의 시체

북대서양긴수염고래의 사인중 가장 많은 것은 선박과의 충돌이다. 1970년에서 1999년까지 보고된 사건수는 16건이며, 보고되지 않은 것을 포함하면 더 많을 것으로 생각된다. 이러한 사고가 이미 위기에 놓여있는 종을 멸종의 도가니에 몰고 있는 것을 인식한 미국정부는 이를 막기 위한 조치를 마련했다. 미국해양기상청은 "대서양대형고래계획"을 세웠으며, 1997년에 제안되었다. 계획에는 미국의 항구를 이용하는 모든 선박에게 대형고래의 목격을 보고하는 것을 의무화하는 것을 포함한다. 이는 1999년 7월에 적용되었다.
2001년에 보고된 바에 의하면 이러한 계획은 긍적적인 효과를 보였다고 하였지만, 환경운동가들은 정부가 더욱 많은 일을 하기를 요구했다. 특히 이들은 미국의 항구 40킬로미터 반경에 있는 선박의 속도를 12노트(22 km/h)로 제한해줄 것을 촉구했다. 하지만 미국정부는 이러한 규제는 무역에 장애를 초래한다며 적용하지 않았다. 야생방위대같은 단체들은 미국수산청을 "해양동물보호법과 멸종위기종법에 인해 멸종위기에 놓여있다고 인정된 북대서양긴수염고래를 보호하지 못했다"며 고소하였고, 자세한 긴급 조치를 마련할 것을 요구했다. 북대서양긴수염고래와 북방긴수염고래 모두 CITES의 부속서 I에 올라와 있으며, 이와 동시에 IUCN 레드리스트와 미국정부의 멸종위기종법에 의해 보호종으로 규정되어 있다.
선박과의 충돌에 이어 두 번째로 북대서양긴수염고래를 부상입히거나 죽일수 있는 요소는 어망이다. 긴수염고래는 입을 크게 벌려 플랑크톤을 걸러 먹으며, 이에 따라 수중에 고정되어있는 줄이나 어망에 걸릴 위험이 있다. 보통 윗턱, 지느러미, 꼬리에 잘 걸린다. 대부분은 약간의 상처를 입고 탈출하는 데에 성공하지만, 때때로 심각하거나 자주 걸리는 개체가 있고는 한다. 종종 인간은 보이는 즉시 구조를 해주고는 하지만, 목격되지 않은 경우는 몇달에 걸쳐 서서히 죽게된다. 이로 인한 멸종위협정도는 큰 편이다.
남방긴수염고래는 CITES에 의해 멸종위기종으로 분류되고 있으며, 국제자연보호연맹에 의해서는 2008년 8월까지는 "낮은 위기-보전필요"였다가 "낮은 위기-관심필요"로 옮겨졌지만, 칠레-페루에 서식하는 개체군은 "위기/위급"으로 유지되고 있다. 아르헨티나, 칠레, 뉴질랜드, 남아프리카공화국, 우루과이에 알려져있는 모든 개체군과 회유지는 보호되고 있다. 브라질에서의 보호구역은 면적 1,560 km2 에 달하며 산타카타리나주에 있는 130 km의 해안선은 2000년 이후로 주요 번식지로 보호되고 있으며, 고래관광에도 규제가 가해지고 있다.
2006년 6월 26일 미국해양기상청은 "북대서양긴수염고래와 선박과의 충돌을 줄이기 위한 대첵"을 마련했다. 어떤 선박업체는 이를 반대했다. 대책은 번식기에 길이 20미터이상의 선박의 특정 항로에서의 속도를 10노트로 제한하는 것이다. 미국해양기상청에 의하면 1970년이래로 발생한 71건의 긴수염고래 사망중 25건은 선박과의 충돌에 의한 것이라고 했다. 전문가들에 의하면 매년 암컷 2마리가 죽는 것을 막는 것만으로 북대서양긴수염고래를 살릴수 있다고 하였다.

## 고래관광

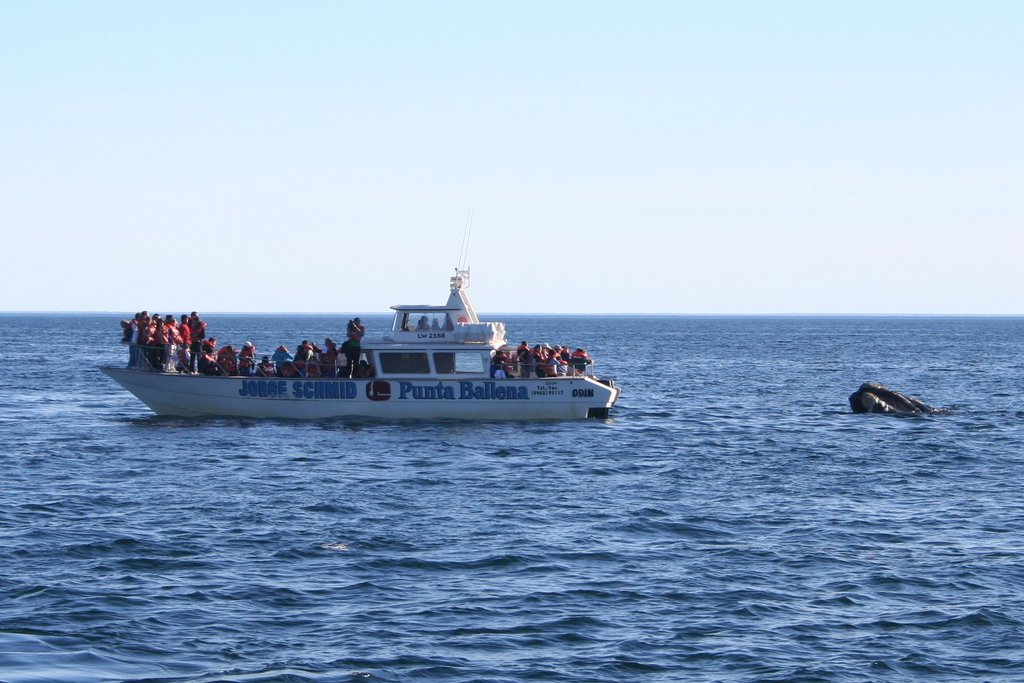
파타고니아의 발데스반도에서 이루어지고 있는 남방긴수염고래 관찰.

긴수염고래의 관찰은 주로 비교적 풍부한 남방긴수염고래에 제한된다. 이에 따라 남아프리카공화국의 헤르마누스는 고래 관광의 중심지로 부상했다. 겨울에 남방긴수염고래는 해안선에 상당히 접근하기 때문에 관광객은 각기의 숙박시설에서도 고래를 관찰할 수 있을 정도이다. 심지어 마을은 고래의 출현을 알리는 경보기를 사용하기도 한다. 다른 겨울 번식지에서도 관찰될 수 있다.
브라질에서는 산타 카타리나 주는 나라의 "긴수염고래 수도"라고 이름붙여 졌으며, 어미와 새끼가 자주 보이는 매년 9월에 이를 축하하기 위한 축제가 열린다. 과거의 고래 잡이장은 브라질에서의 긴수염고래의 역사를 소개하는 박물관으로 쓰이고 있다. 아르헨티나에서는 파타고니아의 발데즈 반도가 주요 번식지로 알려져 있으며, 2000마리 이상의 개체가 확인되었다.
또한 펀디만, 케이프코드 만같이 북대서양긴수염고래가 서식하는 지역에서도 이들은 관찰대상이 된다. 하지만 이 지역의 고래관광은 긴수염고래 중심이 아니라 혹등고래, 참고래 등을 위주로 이루어진다. 이는 북대서양긴수고래가 이 지역의 다른 종과는 달리 수가 적기 때문이다.

## 같이 보기
- 큰고래
- 대왕고래

## 참고
- Collins Gem : Whales and Dolphins, ISBN 0-00-472273-6
- Carwardine, Mark. Whales, Dolphins and Porpoises, ISBN 0-7513-2781-6
- Congressional Research Service (CRS).Northern Right Whale